# 林菲尔德足球俱乐部

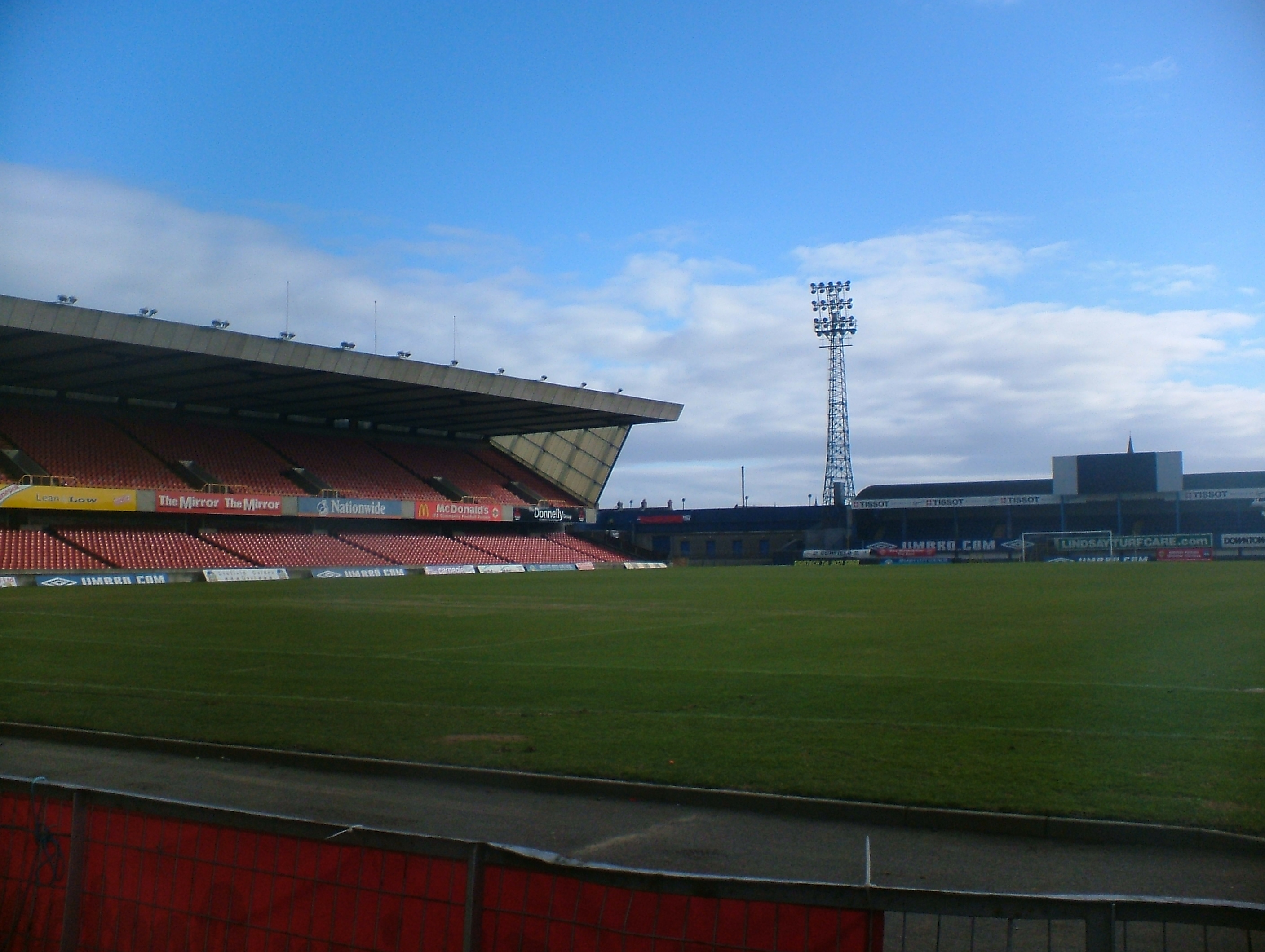
溫莎公園球場

連菲特足球會（Linfield F.C.）是位於北愛爾蘭南貝爾法斯特的足球俱乐部，現時在北愛爾蘭超級聯賽中角逐。連菲特成立於1886年，以溫莎公園球場（Windsor Park）作為主場球場。
連菲特的球迷主要來自貝爾法斯特南部的新教徒藍領階級，具有最龐大擁護球迷。

## 歷史
連菲特於1886年由一群連菲特紡織廠（Linfield Spinning Mill）的工人創立，初時稱為連菲特體育會（Linfield Athletic Club），並獲准在廠後的草地進行比賽。經歷多次搬遷，於1904年在溫莎大道（Windsor Avenue）下方購入一片土地，翌年建成新球場進行比賽，其後球場被稱為溫莎公園球場，並成為球隊永久會址。
以獲得的獎項計算，連菲特可算是世界上最成功的足球會，自成立以來，共奪得超過200個錦標。連菲特是北愛爾蘭最受歡迎的球隊之一，比其他球隊奪得更多的本土錦標，合共贏取48次聯賽冠軍，只有蘇格蘭的（51次）比連菲特獲得更多聯賽錦標；連菲特同時獲得破紀錄39次的愛爾蘭盃（Irish Cup）冠軍；2005/06年球季連菲特橫掃北愛爾蘭聯賽，奪得全部四項錦標賽的冠軍，包括超級聯賽（亦稱為「吉布森盃」）、愛爾蘭盃、愛爾蘭聯賽盃及安特里姆郡盾，是自1921/22年球季後第二次的本土「清枱」；1921/22年的連菲特更是奪得全部7項的本土錦標；雖然1961/62年球季連菲特亦贏取7項錦標，但卻失落為預備隊而設的中級盃（Intermediate Cup）。2006年連菲特奪得第18次雙料冠軍，打破與共同保持的世界紀錄；於翌年2007年再次獲得雙料冠軍，是70年來首支在主要聯賽連續兩年獲得雙料冠軍的球隊；更於2008年連績三年贏得雙料冠軍，是足球歷史115年中首支達到的球隊，至今雙料冠軍總數達到23次。
2005年連菲特奪得首屆塞坦塔盃（Setanta Cup）的冠軍，這項盃賽由北愛爾蘭及愛爾蘭的聯賽冠、亞軍及兩地兩項主要盃賽冠軍，每地4隊共8支球隊共同角逐，連菲特在都柏林以2-0擊敗賽前熱門舒爾本（Shelbourne F.C.）奪冠。

## 主場球場
溫莎公園球場（Windsor Park）位於北愛爾蘭貝爾法斯特，是連菲特的主場球場，同時是北愛爾蘭國家隊的主場及每年舉行愛爾蘭盃和愛爾蘭聯賽盃決賽的場地。 
球場於1905年開始啟用，但場內的主要設施要到1930年代才告加建完成，由蘇格蘭著名的球場建築師阿奇巴尔·雷奇（Archibald Leitch）設計，坐席主看台（「南看台」）位於球場南面，西面球門後方為露天立席，北面及東面球門後方則為有蓋立席，當時最多可以容納60,000名觀眾。
1960年代初期東面球門後方的「鐵路看台」（Railway Stand）加設坐位，而到1970年代初，在「鐵路看台」與主看台之間的角落加建會所及酒廊。1982年「北看台」被火燒毀，因而拆卸重建，新建成兩層共6,800坐的現代化看台，設有懸臂式（cantilever）上蓋。西面球門後方的看台亦於1990年代後期拆卸，重建成新型的5,000坐席的「西看台」，稍後更名為「阿莱克斯·罗素尔看台」（Alex Russell Stand）以紀念該名連菲特的名宿，但一般人仍稱之為「山岡」（Kop）。
溫莎公園球場現時的容量為20,332，其中14,000個為坐席。在大部分連菲特的主場比賽，球場只開放「南看台」及「山岡」，而「北看台」通常供作客球迷觀看球賽。只有北愛爾蘭國家隊進行的國際賽才有機會賣過「滿堂紅」，連菲特可以從中抽取15%的門票收入。

## 球會榮譽
- 愛爾蘭聯賽／北愛爾蘭超級聯賽冠軍：56
  - 1890–91, 1891–92, 1892–93, 1894–95, 1897–98, 1901–02, 1903–04, 1906–07, 1907–08, 1908–09, 1910–11, 1913–14, 1921–22, 1922–23, 1929–30, 1931–32, 1933–34, 1934–35, 1948–49, 1949–50, 1953–54, 1954–55, 1955–56, 1958–59, 1960–61, 1961–62, 1965–66, 1968–69, 1970–71, 1974–75, 1977–78, 1978–79, 1979–80, 1981–82, 1982–83, 1983–84, 1984–85, 1985–86, 1986–87, 1988–89, 1992–93, 1993–94, 1999–00, 2000–01, 2003–04, 2005–06, 2006–07, 2007–08, 2009–10, 2010–11, 2011–12, 2016–17, 2018–19, 2019–20, 2020–21, 2021–22；
- 愛爾蘭盃：44
  - 1890–91, 1891–92, 1892–93, 1894–95, 1897–98, 1898–99, 1901–02, 1903–04, 1911–12, 1912–13, 1914–15, 1915–16, 1918–19, 1921–22, 1922–23, 1929–30, 1930–31, 1933–34, 1935–36, 1938–39, 1941–42, 1944–45, 1945–46, 1947–48, 1949–50, 1952–53, 1959–60, 1961–62, 1962–63, 1969–70, 1977–78, 1979–80, 1981–82, 1993–94, 1994–95, 2001–02, 2005–06, 2006–07, 2007–08, 2009–10, 2010–11, 2011–12, 2016–17, 2020–21；
- 愛爾蘭聯賽盃：10
  - 1986–87, 1991–92, 1993–94, 1997–98, 1998–99, 1999–00, 2001–02, 2005–06, 2007–08, 2018–19；
- 北愛爾蘭城市盃：22
  - 1894–95, 1897–98, 1899–00, 1900–01, 1902–03, 1903–04, 1907–08, 1909–10, 1919–20, 1921–22, 1926–27,  1928–29, 1935–36, 1937–38, 1949–50, 1951–52, 1957–58, 1958–59, 1961–62, 1963–64, 1967–68, 1973–74；
- 北愛爾蘭金盃：33
  - 1915–16, 1920–21, 1921–22, 1923–24, 1926–27, 1927–28, 1928–29, 1930–31, 1935–36, 1936–37, 1942–43, 1946–47, 1948–49, 1949–50, 1950–51, 1955–56, 1957–58, 1959–60, 1961–62, 1963–64, 1965–66, 1967–68, 1968–69, 1970–71, 1971–72, 1979–80, 1981–82, 1983–84, 1984–85, 1987–88, 1988–89, 1989–90, 1996–97；
- 烏爾斯特盃：15
  - 1948–49, 1955–56, 1956–57, 1959–60, 1961–62, 1964–65, 1967–68, 1970–71, 1971–72, 1974–75, 1977–78, 1978–79, 1979–80, 1984–85, 1992–93；
- 愛爾蘭聯賽汎光燈盃：2
  - 1993–94, 1997–98；
- 安特里姆郡盾：43
  - 1898–99, 1903–04, 1905–06, 1906–07, 1907–08, 1912–13, 1913–14, 1916–17, 1921–22, 1922–23, 1927–28, 1928–29, 1929–30, 1931–32, 1932–33, 1933–34, 1934–35, 1937–38, 1941–42, 1946–47, 1948–491, 1952–53, 1954–55, 1957–58, 1958–59, 1960–61, 1961–62, 1962–63, 1965–66, 1966–67, 1972–73, 1976–77, 1980–81, 1981–82, 1982–83, 1983–84, 1994–95, 1997–98, 2000–01, 2003–04, 2004–05, 2005–06, 2013–14, 2016–17；
- 愛爾蘭南北盃：1 
  - 1961–62；
- 布斯尼爾盃：1 
  - 1970–71；
- 泰勒盃：1 
  - 1980–81；
- 塞坦塔盃：1 
  - 2005；

1由連菲特預備隊奪得

## 球員名單
註釋：國旗表示球員在國際足聯資格規則定義的國家隊。球員可能擁有一個以上非國際足聯國籍。
| 號碼 |          | 位置 | 球員                   |
| ---- | -------- | ---- | ---------------------- |
| 1    | 北爱尔兰 | 门将 | Alan Mannus            |
| 2    | 蘇格蘭   | 后卫 | Steven Douglas         |
| 3    | 北爱尔兰 | 后卫 | Jonathan Harkness      |
| 4    | 北爱尔兰 | 中场 | Michael Gault          |
| 5    | 北爱尔兰 | 后卫 | William Murphy         |
| 6    | 北爱尔兰 | 中场 | Conor Hagan            |
| 7    | 北爱尔兰 | 中场 | Damien Curran          |
| 8    | 北爱尔兰 | 中场 | Oran Kearney           |
| 9    | 北爱尔兰 | 前锋 | Glenn Ferguson         |
| 10   | 北爱尔兰 | 前锋 | Michael Carvill        |
| 11   | 北爱尔兰 | 后卫 | Noel Bailie（captain） |
| 12   | 北爱尔兰 | 后卫 | Billy Joe Burns        |

| 號碼 |          | 位置 | 球員            |
| ---- | -------- | ---- | --------------- |
| 13   | 北爱尔兰 | 后卫 | Kris Lindsay    |
| 14   | 北爱尔兰 | 中场 | Paul McAreavey  |
| 15   | 北爱尔兰 | 前锋 | Mark Miskimmin  |
| 16   | 北爱尔兰 | 中场 | Aidan O'Kane    |
| 18   | 北爱尔兰 | 门将 | Stuart Addis    |
| 19   | 北爱尔兰 | 中场 | John Martin     |
| 20   | 北爱尔兰 | 中场 | Robert Garrett  |
| 21   | 北爱尔兰 | 后卫 | Jim Ervin       |
| 22   | 北爱尔兰 | 中场 | Jamie Mulgrew   |
| 23   | 北爱尔兰 | 前锋 | Paul Munster    |
| 24   | 北爱尔兰 | 前锋 | Matthew Doherty |
| 28   | 北爱尔兰 | 前锋 | Robbie White    |

## 著名球員
| - Peter Thompson - Trevor Anderson - Joe Bambrick - Harry Baird - Roy Coyle - Tommy Dickson - Glenn Ferguson - Harry Gregg - Billy Hamilton - David Jeffrey | - Davy Larmour - Willie McFaul - Alf McMichael - Martin McGaughey - George O'Boyle - Billy Scott - Arthur Thomas - William Murphy - Jackie Milburn - Dennis Viollet | - Fitzroy Simpson - Tommy Leishman - Billy Liddell - Robert Milne - Tommy Breen - Pat Fenlon - Bill Lacey - Davy Walsh - Dessie Gorman - Tony Gorman |

## 外部連結
- 連菲特官方網站 （页面存档备份，存于）
- Hatchets and Hammers.com
- 球會隊長